# Megastethodon sanguineus
Megastethodon sanguineus är en insektsart som beskrevs av Schmidt 1928. Megastethodon sanguineus ingår i släktet Megastethodon och familjen spottstritar. Inga underarter finns listade i Catalogue of Life.